# Città di Cosenza Calcio a 5
La Pirossigeno Cosenza è una squadra italiana di calcio a 5, con sede a Cosenza. Milita in Serie A, massima serie del campionato italiano di calcio a 5.

## Storia
La società viene fondata nel 2017 riuscendo a partire subito dalla C1. L'anno successivo viene ripescata in Serie B.
Vincendo i play-off di Serie A2, al termine della stagione 2022-23 viene promossa per la prima storica volta in Serie A.

## Cronistoria
| Cronistoria della Pirossigeno Cosenza |
| --- |
| - 2017 · Fondazione del Città di Cosenza Calcio a 5. - 2017-18 · 10ª in Serie C1 Calabria. - 2018 · Assume la denominazione Pirossigeno Città di Cosenza. - 2018-19 · 6ª in Serie C1 Calabria. Ripescata in Serie B. - 2019 · Assume la denominazione Pirossigeno Cosenza. - 2019-20 · 1ª nel girone H di Serie B. Promossa in Serie A2. Ottavi di finale di Coppa Italia di Serie B. 1º turno di Coppa della Divisione. - 2020-21 · 3ª nel girone D di Serie A2. Quarti di finale play-off promozione. - 2021-22 · 2ª nel girone D di Serie A2. 2º turno play-off promozione. 1º turno di Coppa Italia di Serie A2. - 2022-23 · 2ª nel girone C di Serie A2. Promossa in Serie A. Vince i play-off promozione. 2º turno di Coppa Italia di Serie A2. Sedicesimi di finale di Coppa della Divisione. - 2023-24 · 12ª in Serie A. 1º turno di Coppa Italia. 1º turno di Coppa della Divisione. - 2024-25 · 13ª in Serie A. Vince i play-out. Fase a gironi di Coppa della Divisione. |

## Statistiche e record

### Partecipazioni ai campionati
| Livello | Categoria | Partecipazioni | Debutto   | Ultima stagione | Totale |
| ------- | --------- | -------------- | --------- | --------------- | ------ |
| 1º      | Serie A   | 2              | 2023-2024 | 2024-2025       | 2      |
| 2º      | Serie A2  | 3              | 2020-2021 | 2022-2023       | 3      |
| 3º      | Serie B   | 1              | 2019-2020 | 2019-2020       | 1      |
| 4º      | Serie C1  | 2              | 2017-2018 | 2018-2019       | 2      |

## Palmarès

### Competizioni nazionali
- Campionato di Serie B: 1

2019-20 (girone H)

## Organico

### Rosa 2024-2025[4]
| N° | Naz.               | Ruolo | Sportivo                  | Anno       |  |  |
| -- | ------------------ | ----- | ------------------------- | ---------- |  |  |
| 4  | Italia (bandiera)  | LAT   | Alessio Adornato          | 21.05.2002 |  |  |
| 5  | Brasile (bandiera) | DIF   | Gabriel Rinaldin Bondaruk | 12.12.1997 |  |  |
| 6  | Italia (bandiera)  | DIF   | Paride Marchio            | 16.04.1991 |  |  |
| 7  | Brasile (bandiera) | PIV   | Rodrigo Trentin           | 14.08.1994 |  |  |
| 10 | Brasile (bandiera) | UNI   | Gustavo Bavaresco         | 07.09.1991 |  |  |
| 12 | Italia (bandiera)  | POR   | Raffaele Lo Conte         | 29.07.1999 |  |  |
| 16 | Brasile (bandiera) | UNI   | Mateus Garcia             | 26.03.1997 |  |  |
| 20 | Brasile (bandiera) | LAT   | Guga                      | 03.11.1989 |  |  |
| 21 | Italia (bandiera)  | LAT   | Gianluca Paciola          | 25.12.2006 |  |  |
| 22 | Brasile (bandiera) | LAT   | Felipinho                 | 07.04.1999 |  |  |
| 23 | Brasile (bandiera) | LAT   | Jefferson Gomes Pessoa    | 02.07.1989 |  |  |
| 24 | Italia (bandiera)  | POR   | Leonardo Del Ferraro      | 17.07.1994 |  |  |
| 29 | Italia (bandiera)  | LAT   | Decio Restaino            | 24.07.1993 |  |  |
| 30 | Brasile (bandiera) | LAT   | Pedrinho                  | 07.12.1996 |  |  |
| 88 | Brasile (bandiera) | PIV   | Cabeça                    | 14.12.1993 |  |  |

### Staff tecnico
- Daniel Ibañes Caetano - Allenatore
- Giuseppe Presta - Allenatore in seconda
- Giulio Gallo - Preparatore atletico
- Ippolito Bonofiglio - Medico sociale
- Enrico Spadafora - Capo fisioterapista
- Michele Ferrari – Fisioterapista
- Davide Chiuso – Fisioterapista
- Roberto Loria - Magazziniere